# Rosa Csillag

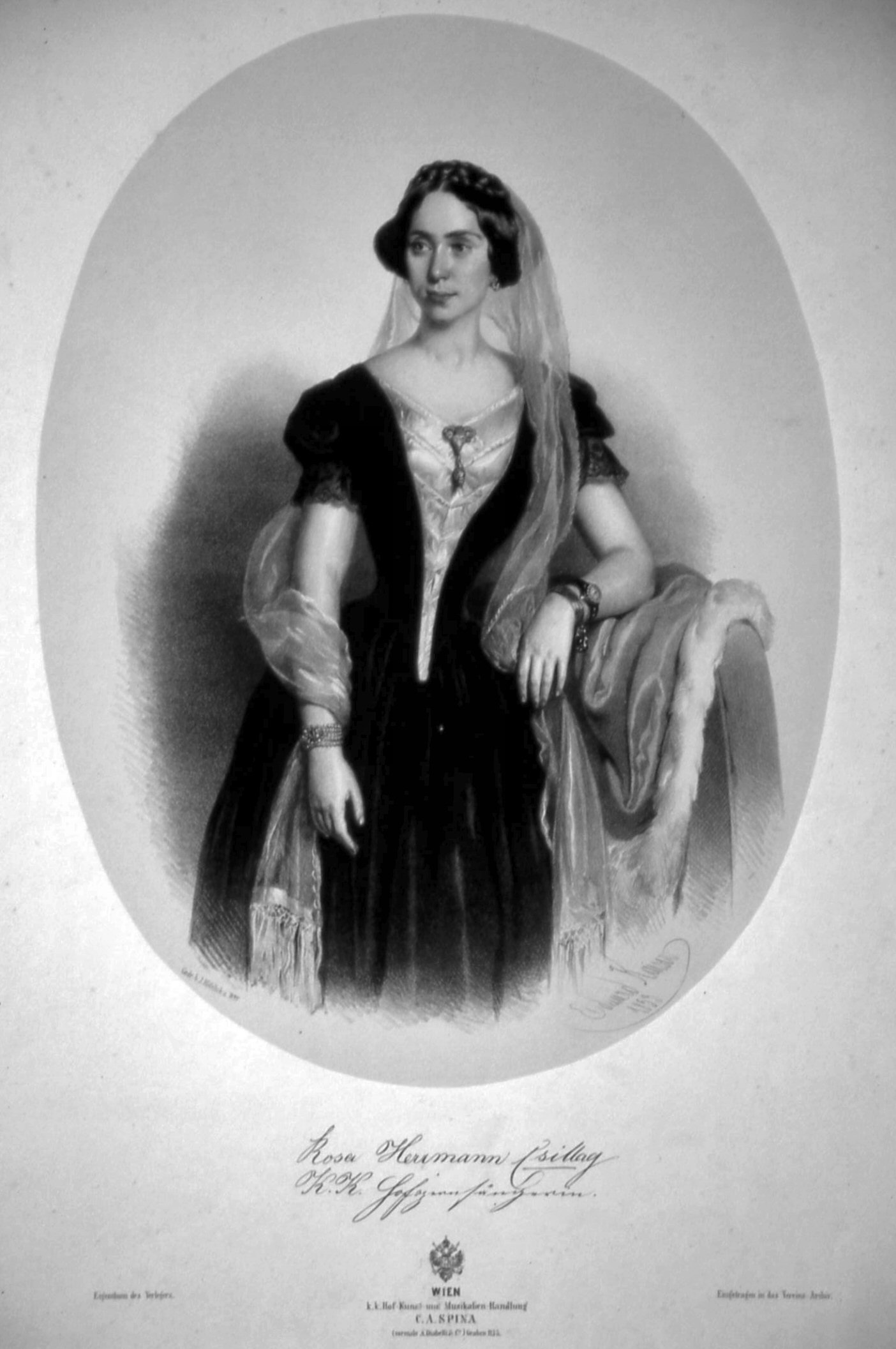
Rosa Csillag, Lithographie von Eduard Kaiser, 1853

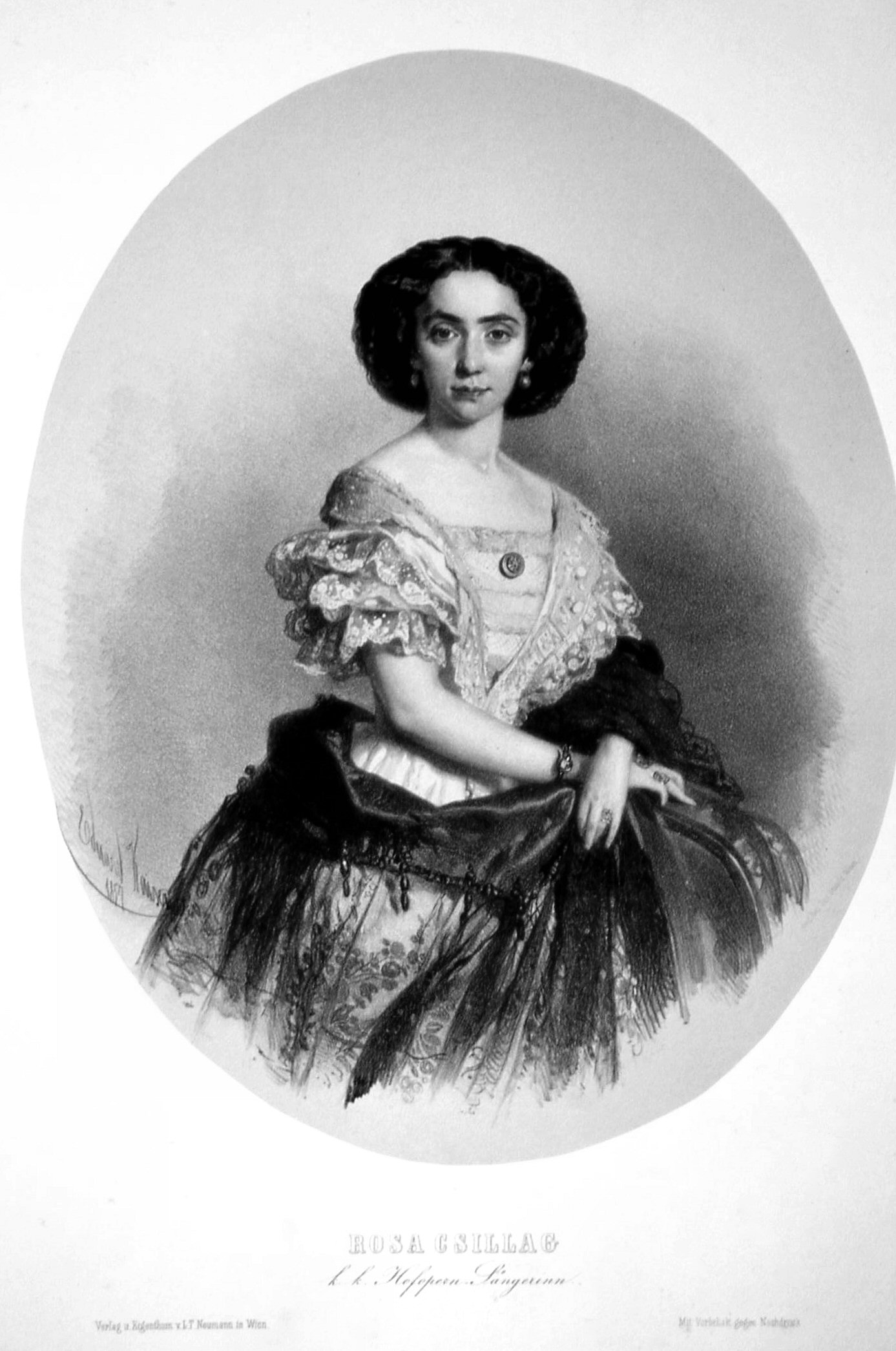
Rosa Csillag, Lithographie von Eduard Kaiser, 1857

Rosa Csillag, geborene Rosa Goldstein, auch Rosa Herrmann-Csillag, Róza Csillag (* 23. Oktober 1832 in Irschau, Albertirsa; † 20. Februar 1892 in Wien) war eine ungarisch-österreichische Opernsängerin (Mezzosopran).

## Leben
Sie stammt aus einer jüdischen Familie, ihr Vater war Kantor in Irschau. Sie trat schon als Kind mit acht Jahren in Raab (Győr) als Tänzerin auf. Dann kam sie an das Nationaltheater in Budapest, wo sie in kleinen Gesangsrollen auftrat. Nach fünf Jahren ging sie nach Wien, wo sie sich nur dürftig mit Handarbeiten durchbrachte, nahm aber bei Heinrich Proch und dem Tenor Alois Ander Gesangsstunden. Dieser empfahl sie nach Berlin, wo sie 1849 die Rolle der Fidès in Meyerbeers Le prophète erhielt, die eine der Glanzrollen ihres Repertoires bleiben sollte. Von 1850 bis 1861 war sie an der Hofoper in Wien engagiert. Im Urlaub führten sie Gastspiele nach Sankt Petersburg, Moskau, Paris, London und Mailand, wo sie überall gefeiert wurde.
1852 heiratete sie den berühmten Taschenspieler und Zauberkünstler Compars Herrmann; die Ehe wurde bald getrennt. Die Opernsängerin und Schauspielerin Blanche Corelli entstammt dieser Ehe.
Als ihre Stimme nachließ, wurde sie Gesangslehrerin am Wiener Konservatorium. Dem jungen aufstrebenden Tenor Gustav Walter empfahl sie 1855, von Brünn nach Wien zu übersiedeln, was zu einem dreißig Jahre währenden Engagement an der Wiener Hofoper führte.
Sie war die Tante der Opernsänger Karl und Rosa Streitmann.

## Rollen (Auswahl)
- Fidès in Le prophète (Der Prophet) von Meyerbeer
- Romeo in I Capuleti e i Montecchi von Bellini
- Lucrezia in Lucrezia Borgia von Gaetano Donizetti

## Schüler (Auswahl)
- Rosa Streitmann